# Усолка (приток Камы)
Усо́лка — река в России, левый приток Камы. Протекает в Соликамском районе Пермского края. Устье реки находится в 919 км по левому берегу Камы. Длина реки составляет 57 км, площадь бассейна — 506 км². Впадает в Каму в черте города Соликамск.
Берёт начало у двух болотных ручейков в 8 км выше нежилой деревни Верх-Усолка. Возможно, здесь находился край тающего ледника, о чём свидетельствуют моренные валуны. Исток находится на холмах к западу от предгорий Северного Урала в 25 км к юго-востоку от центра Соликамска и в 25 км к северо-востоку от центра Березников. Исток лежит на водоразделе с бассейном Вишеры, рядом берёт начало Большой Сурмог.
Река течёт сначала в северо-западном направлении, затем поворачивает на запад, а в низовьях, в черте Соликамска — на юго-запад. Русло сильно извилистое. В среднем течении реки на ней стоят деревня Харюшина и село Городище, а также несколько покинутых деревень. Нижнее течение проходит по территории Соликамска, где река впадает в боковой затон Камы, образованный подпором Камского водохранилища выше Соликамска.
Глубина реки 1—1,5 м, ширина реки лишь в некоторых участках достигает 10 м. Название произошло от соляных источников, впадающих в реку. Воды верховьев реки Усолки используют для водоснабжения города Березники. Низовья реки загрязнены отходами промышленности г. Соликамск.

## Притоки (км от устья)

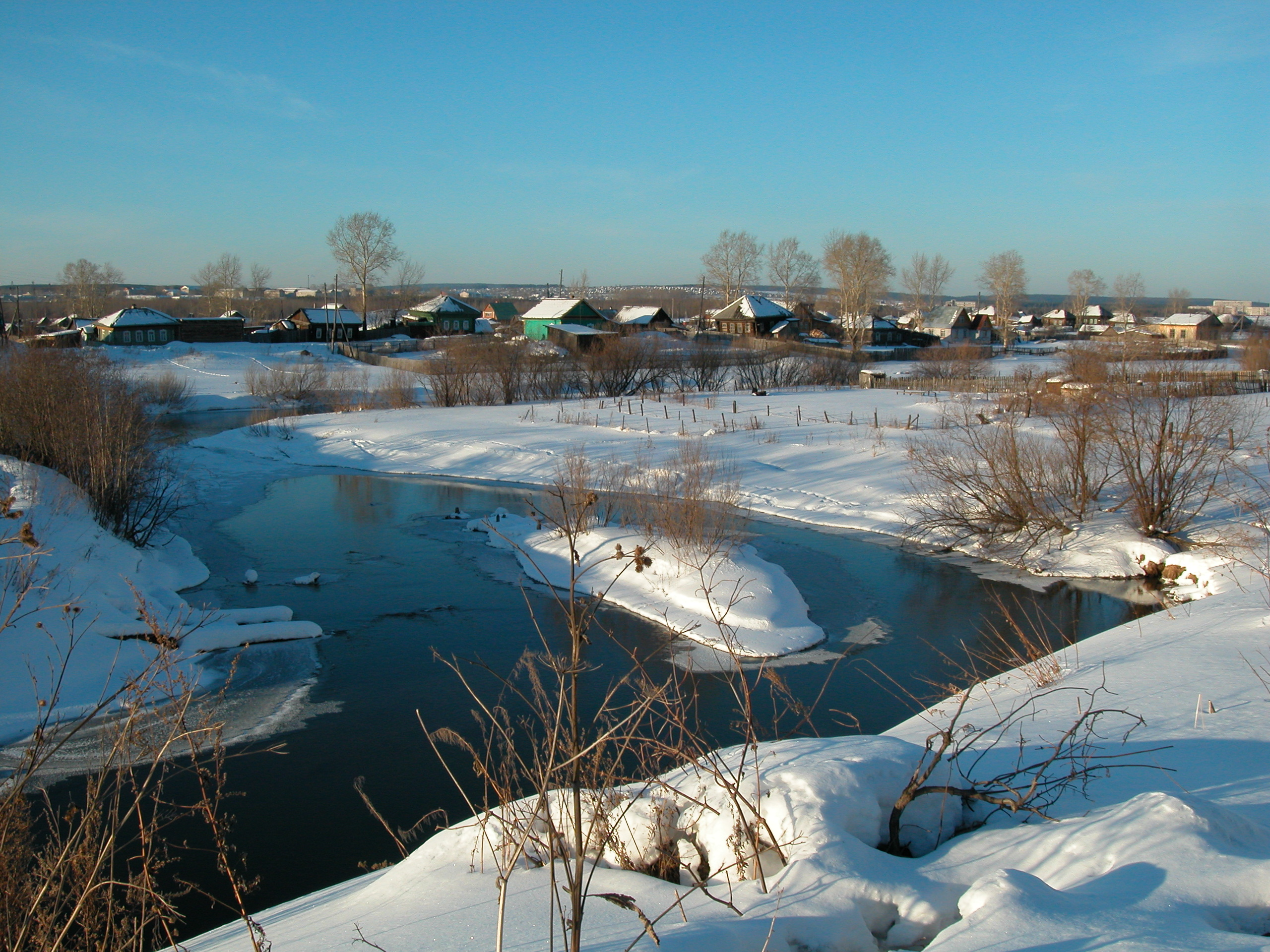
Река Усолка в городе Соликамск

- река Клистовка[4] (пр)
- 15 км: река Селянка (лв)
- река Чёрная (пр)
- река Понкрашин Лог (лв)
- река Тренинский Лог (пр)
- 31 км: река Ростовица (пр)
- река Крутой Лог (лв)
- река Плеховский Лог (лв)
- река Бубровка (пр)
- река Берёзовка (пр)
- река Мешалка (лв)
- 42 км: река Большой Ег (лв)
- река Пашковка (лв)
- река Бочкариха (лв)
- река Мамонка (пр)
- река Байбаковка (пр)

## Данные водного реестра
По данным государственного водного реестра России относится к Камскому бассейновому округу, водохозяйственный участок реки — Кама от водомерного поста у села Бондюг до города Березники, речной подбассейн реки — бассейны притоков Камы до впадения Белой. Речной бассейн реки — Кама.
По данным геоинформационной системы водохозяйственного районирования территории РФ, подготовленной Федеральным агентством водных ресурсов:
- Код водного объекта в государственном водном реестре — 10010100212111100006857
- Код по гидрологической изученности (ГИ) — 111100685
- Код бассейна — 10.01.01.002
- Номер тома по ГИ — 11
- Выпуск по ГИ — 1